# Homebase (álbum)
Homebase es el cuarto álbum del dúo de hip-hop DJ Jazzy Jeff and the Fresh Prince. Fue lanzado el 23 de julio de 1991 y llegó al puesto # 12 en los EE.UU y al puesto #5 en las listas de la revista Billboard. Obtuvo reseñas favorables por parte de la crítica. El álbum fue certificado Platino, y ganó un American Music Award en 1992 como Álbum Favorito de Rap/Hip Hop.

## Lista de canciones
1. "I'm All That"
2. "Summertime"
3. "Things That U Do"
4. "This Boy Is Smooth"
5. "Ring My Bell"
6. "Dog Is a Dog"
7. "Caught in the Middle (Love & Life)"
8. "Trapped on the Dance Floor"
9. "Who Stole the D.J."
10. "You Saw My Blinker"
11. "Dumb Dancin'"
12. "Summertime (Reprise)"
13. "Ring My Bell" [Mr. Lee Radio Mix] (bonus track)
14. "Lets Party"

## Información de las canciones
- Solista: "Summertime", "Things That U Do", "Ring My Bell", & "You Saw My Blinker (canción)"

- La canción "Summertime" ganó el dúo del segundo Grammy.

- The Fresh Prince hace la voz un poco más profunda que de costumbre, para hacer que suene como si de agitado, similar al "Then She Bit Me" de And in This Corner...

- Datos: Q3139634